# Кипячка (Киевская область)
Кипя́чка (укр. Кип’ячка) — село, входит в Мироновский район Киевской области Украины.
Село основано в 1600 году. Находится при впадении реки Трубийловки в реку Поток.
Население по переписи 2001 года составляло 744 человека. Почтовый индекс — 08821. Телефонный код — 4574. Занимает площадь 30,7 км². Код КОАТУУ — 3222982901.

## Местный совет
08821, Київська обл., Миронівський р-н, с. Кип’ячка, вул. Леніна,3